# Zor
Zor je priimek več znanih Slovencev:
- Alenka Zor Simoniti (*1957), kulturna novinarka TVS
- Avguština Zor (1848-1933), organistka, citrarka, pedagoginja
- Ivan Nepomuk Zor (1831-1885), telegrafski uslužbenec, politik in kulturni delavec
- Ivo (Janez) Zor (1907-1979/80?), novinar, pedagog, poljudni publicist
- Jelka Franzot Zor (1925-2009), zdravnica dermatovenerologinja
- Janez Zor (1926-2014), jezikoslovec slavist, rusist
- Leopold Zor (1919-2009), biolog, botanik
- Miha Zor, radijski napovedovalec
- Miroslav Zor (1897-1942/45?), skavtski organizator, publicist
- Sasa Zor (1984), hotelirka, podjetnica in vplivnica
- Teo Zor, agronom, direktor govedorejskega poslovnega združenja (GPZ), publicist
- Uda Zor (1928-2016), agronomka
- Vid Zor (1928-2013) geograf, srednješolski prof.
- Vinko Zor (1892-1964), duhovnik, prosvetni delavec